# Macroaethes
Macroaethes è un genere di pesci ossei estinti, appartenente ai folidopleuriformi. Visse nel Triassico medio (circa 242 – 240 milioni di anni fa) e i suoi resti fossili sono stati ritrovati in Australia.

## Descrizione
Questo pesce era di medie dimensioni e poteva raggiungere i 30 centimetri di lunghezza. Possedeva un corpo allungato e sottile, con una testa bassa e un muso appuntito. Gli occhi erano piccoli. La pinna dorsale era allungata, posizionata nella parte posteriore del corpo; la parte iniziale della pinna dorsale era relativamente alta e appuntita, ma rapidamente decresceva nella parte posteriore. La pinna anale era molto simile e sostanzialmente in posizione opposta. Le pinne pelviche erano piccole. Macroaethes possedeva un corpo ricoperto da lunghe scaglie simili a bastoncini lungo i fianchi.

## Classificazione
La specie Macroaethes brookvalei venne descritta per la prima volta da Wade nel 1932, sulla base di resti fossili ben conservati ritrovati nella zona di Brookvale,  in Australia. Tre anni dopo, lo stesso Wade descrisse un'altra specie, M. alta. Macroaethes apparteneva ai folidopleuriformi, un piccolo gruppo di pesci dal corpo allungato e dalle scaglie notevolmente sviluppate tipici del Triassico. Altre forme simili erano Australosomus e Pholidopleurus. 

## Paleobiologia
La forma del corpo di Macroaethes suggerisce che questo pesce fosse un nuotatore molto veloce, che probabilmente si nutriva di pesci più piccoli. Al contrario di altri folidopleuriformi, Macroaethes era un pesce di acqua dolce.